# La madriguera (película de 1969)
La Madriguera es una película de drama absurdista española, estrenada en 1969, coescrita y dirigida por Carlos Saura y protagonizada en los papeles principales por Geraldine Chaplin y Per Oscarsson.
La película compitió por el Oso de oro en la 19.ª edición del Festival Internacional de Cine de Berlín, en el que finalmente resultó vencedora Rani radovi (Obras tempranas) del director serbio Želimir Žilnik.
Por su trabajo en la dirección, Carlos Saura fue galardonado con la medalla del Círculo de Escritores Cinematográficos.
Asimismo Geraldine Chaplin obtuvo el premio Fotograma de plata al mejor intérprete de cine español.

## Sinopsis
Teresa y Pedro son un matrimonio que llevan una vida bastante convencional y monótona, él es directivo en una empresa dedicada a la automoción y ella es ama de casa. Un día una inesperada herencia trae a su hogar los muebles de la familia de ella. Inicialmente dichos muebles van al sótano, pero poco a poco, irán ocupando distintos lugares de la casa, con lo que saldrán a relucir ciertos fantasmas del pasado de Teresa.

## Reparto
- Geraldine Chaplin	como Teresa
- Per Oscarsson	como Pedro
- Teresa del Río como Carmen
- Julia Peña como Águeda
- Emiliano Redondo	como Antonio
- María Elena Flores como Rosa
- Jesús Nieto como Pedro (voz)
- Gloria Berrocal como La Tía

## Localizaciones
La casa donde viven los protagonistas y se desarrolla gran parte de la película está ubicada en Somosaguas (Madrid) y se denomina Casa Carvajal. Fue construida por el arquitecto Javier Carvajal Ferrer como residencia de su familia, en un estilo brutalista.